# Altenburg
Altenburg [listen]ⓘ là một thị xã ở huyện Altenburger Land trong bang (Bundesland) Thuringia, Đức. Đô thị này có cự ly 45 km về phía nam của Leipzig. Đây là huyện lỵ của huyện Altenburger Land.
Altenburg giáp Windischleuba, Nobitz, Saara, Altkirchen, Göhren, Lödla, Rositz, Wintersdorf và Gerstenberg.

## Kết nghĩa
- Offenburg, Đức
- Olten, Thụy Sĩ
- Zlín, Cộng hòa Séc
- Hickory, Bắc Carolina

## Công dân nổi bật

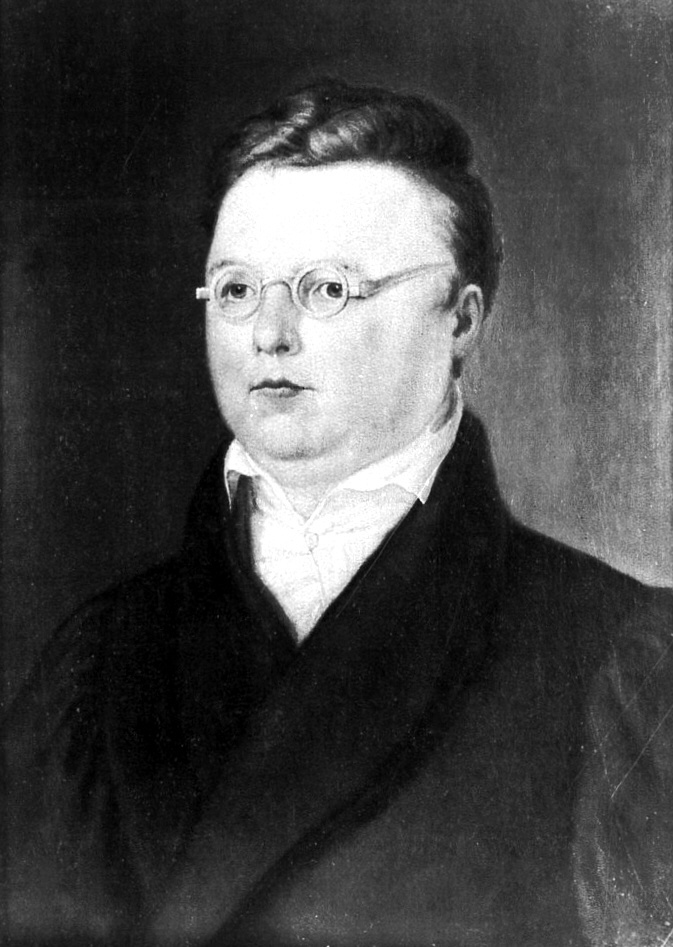
Friedrich Arnold Brockhaus

- Gerhard Altenbourg
- Friedrich Arnold Brockhaus
- Joachim Büchner
- Carl Adolph Douai
- Frederick I
- Georg von der Gabelentz
- Johann Georg August Galletti
- Ralf Haber
- Johann Ludwig Krebs
- Bernhard von Lindenau
- Uwe Rösler
- Hermann Schlegel
- Ingo Schulze
- George Spalatin